# Генеральные штаты (Франция)

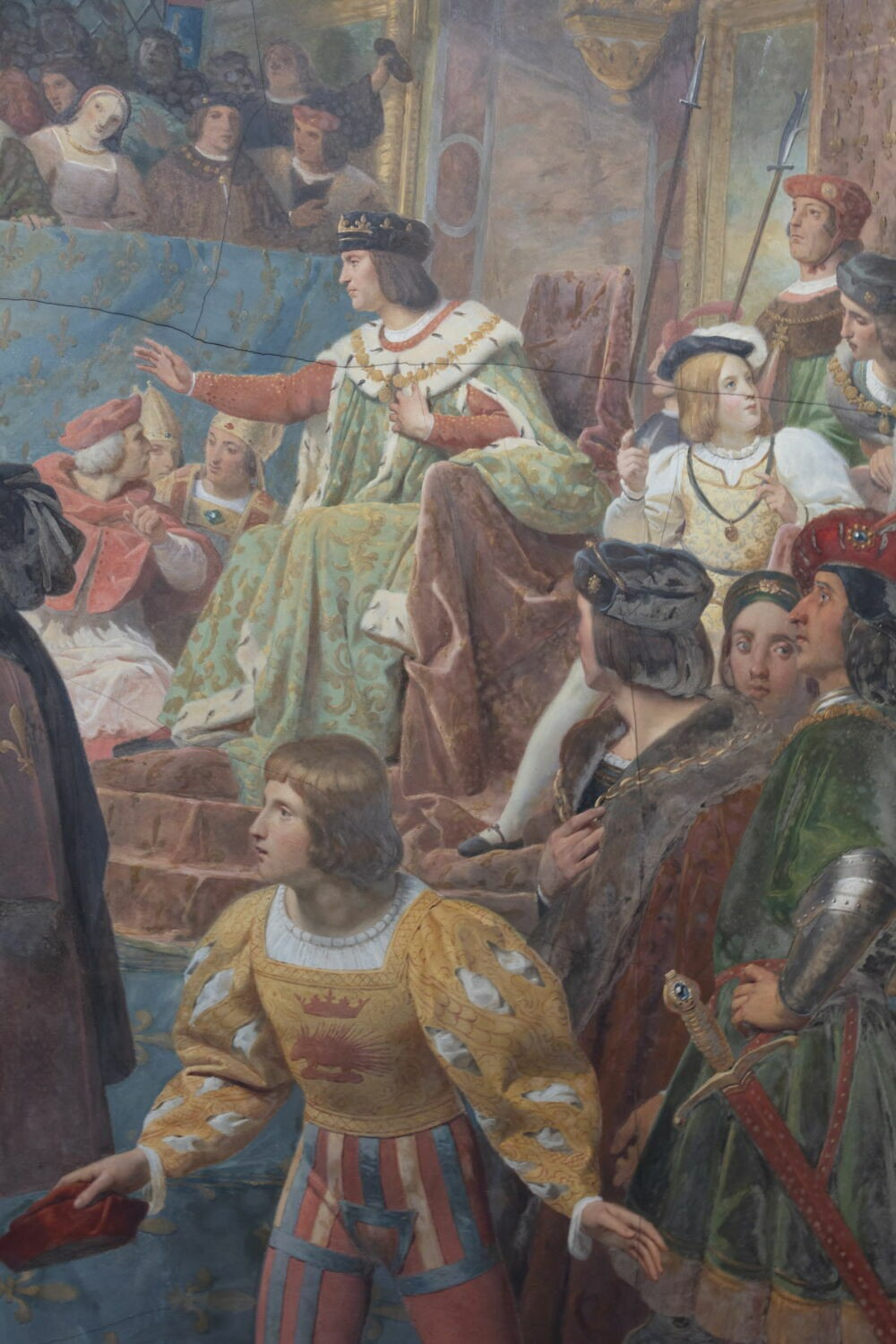
Мишель М. Дроллинг. «Провозглашение Людовика XII „отцом народа“ на заседании Генеральных штатов в Туре в 1506 году» (1833)

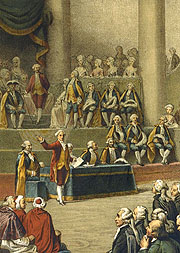
Огюст Кудер. «Открытие Генеральных штатов в 1789 году в Версале» (1836, фрагмент)

Генера́льные шта́ты во Франции (фр. États Généraux) — высшее совещательное учреждение сословного представительства страны в 1302—1789 годах.

## История
Предшественниками Генеральных штатов были расширенные заседания королевского совета (с привлечением городских верхов), а также провинциальные ассамблеи сословий (положившие начало провинциальным штатам). Первые Генеральные штаты были созваны в 1302 году, в период конфликта Филиппа IV Красивого с папой римским Бонифацием VIII.
Генеральные штаты являлись представительным органом, созываемым по инициативе королевской власти в критические моменты для оказания помощи правительству. Основной их функцией было утверждение новых налогов. Каждое сословие — первое (духовенство), второе (дворянство), третье сословие — заседало в Генеральных штатах отдельно от других и имело по одному голосу (независимо от числа представителей). Третье сословие было представлено верхушкой горожан.
Значение Генеральных штатов возросло во времена Столетней войны 1337—1453 годов, когда королевская власть особенно нуждалась в деньгах. В период народных восстаний XIV века (Парижское восстание 1357—1358, Жакерия 1358) Генеральные штаты претендовали на активное участие в управлении страной (подобные требования выразили Генеральные штаты 1357 года в «Великом мартовском ордонансе»). Однако отсутствие единства между городами и их непримиримая вражда с дворянством делали бесплодными попытки французскими Генеральными штатами добиться прав, которые сумел завоевать английский парламент.
В конце XIV века Генеральные штаты созывались всё реже и часто заменялись собраниями нотаблей. 
Генеральные штаты собиравшиеся Карлом VII в двадцатых и тридцатых годах XV века, имели для него лишь значение опоры в борьбе с английским королём Генрихом VI. Из этих собраний особое значение принадлежит только орлеанским штатам 1439 года: они признали лишь за одним королем право составлять войско и взимать налоги, т. е. феодалы лишались права содержать военные отряды и устанавливалась постоянная армия, содержавшаяся на постоянный же налог. Через три года после этого дворянство одной провинции протестовало против такого налога, но король объявил ему, что для взимания налогов нет более надобности в созвании Генеральных штатов, прибавив, что так именно смотрят на дело многие феодальные сеньоры. Карл VII так и не созывал Генеральные штаты во все остальное время своего правления, т. е. в течение целых двадцати лет (1440—1461 годы). Таким образом в 1439 году Генеральные штаты утратили свое прежнее право утверждать налоги, т. е. то самое право, которым главным образом пользовался английский парламент, расширяя свое политическое значение. 
С конца XV века институт Генеральных штатов пришёл в упадок в связи с начавшимся развитием абсолютизма, с начала XVI века они вообще не созывались (известное оживление их деятельности наблюдалось в период Религиозных войн — Генеральные штаты созывались в 1560, 1576, 1588, и 1593 годах).
С 1614 до 1789 года Генеральные штаты снова ни разу не собирались. Лишь 5 мая 1789 года в условиях острого политического кризиса накануне Великой французской революции король Людовик XVI созвал Генеральные штаты 1789 года. 17 июня 1789 года депутаты третьего сословия объявили себя Национальным собранием, 9 июля Национальное собрание провозгласило себя Учредительным собранием, ставшим высшим представительным и законодательным органом революционной Франции.
Всего за пять веков существования института Генеральных штатов было проведено 34 созыва, причём 21 из них — в течение XIV века.
В XX веке название Генеральные штаты принимали некоторые представительские собрания, рассматривающие актуальные политические вопросы и выражающие широкое общественное мнение (например, ассамблея Генеральных штатов за разоружение, май 1963 года).